# Gobierno político y militar de Moxos
El gobierno político militar de Mojos, o Moxos, fue un área administrativa integrante del Imperio español dentro del Virreinato del Río de la Plata, coincidente en gran parte con el departamento del Beni dentro de la actual República de Bolivia. 
Desde 1560, Mojos fue una provincia dentro del Virreinato del Perú, vecina de la nominal provincia de Charcas, que abarcaba teóricamente todo el norte y el este de la actual Bolivia, pero con la creación de la provincia de Santa Cruz de la Sierra en 1564, hacia el siglo XVII iría perdiendo territorios quedándole solo el nombre en la región nominal del norte. Al desarrollarse las misiones jesuíticas desde 1682, comenzaría a prosperar hasta que el total de su jurisdicción en 1771 quedó incorporada en la de Santa Cruz de la Sierra, creándose así su corregimiento y posteriormente, en 1777, dos gobiernos político-militares, el de Mojos y el de Chiquitos.   
Subsistió luego durante la guerra de independencia administrado bajo dependencia del Virreinato del Perú o de las Provincias Unidas del Río de la Plata alternativamente, hasta su anexión definitiva a la intendencia de Santa Cruz de la Sierra en 1822.

## Antecedentes
Desde la llegada de los primeros conquistadores españoles el territorio de Moxos propiamente dicho quedó incluido dentro del Virreinato del Perú que abarcaba gran parte de Sudamérica.
En 1557 se organizó la expedición de conquista de Andrés Manso para poblar los territorios más allá de la villa de La Plata, para lo cual el joven militar Juan de Garay se incorporó con el grado de capitán a la misma, y de esta forma asistiría a la fundación de la villa Santo Domingo de la Nueva Rioja cercana a los Bañados del Izozog, sobre la orilla izquierda del río Condorillos o Parapetí.
En febrero de 1558 Ñuflo de Chaves salió de Asunción para realizar otra expedición contando con destacados oficiales como Antón Cabrera, Hernando de Salazar y Rodrigo de Osuna. De esta forma, Chaves con sus 158 soldados se dirigió a la comarca de los aborígenes chiquitos, para fundar el 1 de agosto de 1559 una nueva ciudad que se llamaría Nueva Asunción o «La Barranca», en la orilla derecha del río Guapay.
En dicha región ambos expedicionarios coincidirían en una de las dos villas, surgiendo así problemas jurisdiccionales entre Manso y Chaves, por lo cual retrasaría la labor de conquista. Luego de dicha confrontación ambos marcharon hacia Lima a finales del mismo año, para reclamar sus derechos respectivos ante el virrey marqués de Cañete Andrés Hurtado de Mendoza.

## Provincia de Mojos
El 15 de febrero de 1560 el virrey marqués de Cañete nombró como gobernador de las nuevas tierras incorporadas a su hijo García Hurtado de Mendoza, en donde Ñuflo de Chaves había fundado la villa antes citada y la primera Santa Cruz de la Sierra el 26 de febrero de 1561 que se llamaría gobernación de Mojos —que incluía a las futuras de Santa Cruz y de Chiquitos— a la vez que este nombró como su lugarteniente a Chaves quien se transformó en el teniente de gobernador de Mojos y en el gobernador interino ya que aquel estaba residiendo en la gobernación de Chile. Manso quedó gobernando la provincia de Chiriguanáes en donde había fundado su villa.

Por quanto por lo que convenia al seruicio de Dios nuestro señor y de Su Magestad e proveydo en su rreal nombre a don García de Mendoza y Manrrique por gouernador y capitan general y justicia de las provincias de los Moxos con la demarcacion e limites que a de thener para que la descubra e pedir que el sagrado evangelio de Nuestro Señor Jesucristo a los naturales ynvieles della y la pueble de españoles; y por estar ocupado el dicho don García de Mendoca en el servicio de Su Magestad en las provincias de Chile en la pacificacion de los naturales y asiento della, y no poder de presente personalmente yr a la dicha tierra, e proveydo por su lugar theniente general en los dichos oficios al capitan Nuflo de Chaues, que de alla vino, para que buelva a la dicha tierra y entienda en el descubrimiento pedricacion y poblacion, y husa de las provisiones y ynstrucion que estan dadas al dicho don Garcia de Mendoza, guardando lo que por ellas se manda en el entretanto que por Su Magestad o el dicho Don Garcia de Mendoza otra cosa se provee y manda o vaya a la dicha tierra; y porque el dicho capitan Nufrio de Chauez es cavallero y persona de confianca y suficencia, y conviene que no aya mudanca en el vso del dicho oficio y cargo sino que entienda en ello, conforme a las dichas prouisiones que se le an dado, proveyendo sobre ello, por la presente, en nombre de Su Magestad, mando que el dicho capitan Nufrio de Chaues use del dicho oficio y cargo de theniente general del dicho governador don Garcia de Mendoca en la dicha tierra, y no se le rremueva por ninguna via ni causa sea hasta que el dicho don Garcia de Mendoza vaya a la dicha tierra en persona...

Al morir Andrés Manso en 1564, Ñuflo de Chaves quedó como gobernador de ambos territorios reunidos como gobernación de Santa Cruz de la Sierra, si bien ambas tenencias de gobierno seguirían siendo conocidas como de los "Mojos", nombre que a partir de 1570 pasó a designar a los territorios cercanos a Santa Cruz de la Sierra hacia el norte.
En 1563, por una real cédula del 29 de agosto, la Real Audiencia de Charcas, fundada en 1561 con un distrito de cien leguas de tierra alrededor por cada parte, se aumentó con:

la gobernación de Tucumán y Juríes y Diaguitas y la provincia de los Moxos y Chunchos y las tierras y pueblos que tienen poblados Andrés Manso y Nufrio de Chaves, con lo demás que se poblare en aquellas partes en la tierra que hay donde la dicha ciudad de La Plata hasta la ciudad del Cuzco, la cual queda sujeta a la dicha Audiencia de los Charcas.

El 30 de noviembre de 1592, Lorenzo Suárez de Figueroa fue nombrado «gobernador de la provincia de Mojos y Santa Cruz de la Sierra».
En 1675 los sacerdotes jesuitas Pedro Marbán y Cipriano Barace comenzaron a evangelizar a los pueblos indígenas que se encontraban en las llanuras entre los ríos Mamoré y Guapay, partiendo desde Santa Cruz de la Sierra. En 1682, fundaron la misión de Nuestra Señora de Loreto y poco después la de Santísima Trinidad, a orillas del río Mamoré. Posteriormente se fundaron otras doce reducciones más: San Javier, San Pedro, Santa Ana, Exaltación, San Ignacio, San Borja, Reyes, Magdalena, Concepción, San Simón, San Joaquín y San Nicolás. Los jesuitas fueron expulsados en 1768. Existieron dos pueblos cercanos a Santa Cruz de la Sierra: el de Desposorios (o Buenavista, poblado por chiquitos) y el de Santa Rosa, que eran administrados por los jesuitas de Mojos, pero que se hallaban fuera de su distrito.

No parece que ha sido posible en esta provincia manejarse con un solo idioma. Se necesita saber, á lo menos, ocho, para correrla toda. En los pueblos de Loreto, Trinidad, San Xavier y San Ignacio, se habla la lengua Moxa; en la Concepción, San Joachín, San Martín, y San Nicolás, la Baure; en San Simón, la Mure: en Santa Ana y San Borja, la Mobima; y en este último pueblo algo de la Mure, y Ocorona. En San Pedro, la Caniciana; en la Exaltación, la Cayubaba; en La Magdalena, la Itonama; y en Los Reyes, la Maracani.
Descripción de Cosme Bueno

## Incorporación a la provincia de Santa Cruz de la Sierra
Un real decreto de 25 de julio de 1771 declaró: 

«Y que los Gobernadores de Mojos y Chiquitos estén a las órdenes del de Santa Cruz de la Sierra hasta tanto que este Consejo examine la materia y me propóngalo que gradúe más conveniente.»

Lo cual fue comunicado por el virrey a los corregidores recién el 3 de julio de 1775.
Cosme Bueno en su obra de 1771 Descripción del Obispado de Santa Cruz de la Sierra definió los límites de Moxos: 

«A la parte del Norte de Santa Cruz está la provincia de los Moxos, la cual confina: por el Norte, con el río Itenes o Guaporé (...) hacia el Sudeste, interpuestos muchos bosques, con la provincia de Chiquitos, por el Sudoeste corre la cordillera, detrás de la cual está la provincia de Cochabamba; por el Oeste confina con las misiones de Apolobamba, mediando el río Beni (...) Bañan o inundan a esta provincia tres caudalosos ríos, fuera de otros menos considerables. El primero es el Mamoré, que tiene su origen en la cordillera que divide esta provincia de la de Cochabamba. Corre primero al Oriente y revuelve al Norte, en cuya dirección recibe otros muchos ríos, entre ellos el de San Miguel o Apero o Río Grande o Guapai, que dan una gran vuelta por la parte oriental de Santa Cruz, El segundo es el Itenes, que también llaman Guaporé. Nace al Poniente de la laguna de los Xarayos, de las serranías que caen al Norte de la provincia de Chiquitos... Su dirección es Sudeste-Noreste. Recibe en su curso algunos otros, entre ellos el río de los Baures. Junta sus aguas al Mamoré al fin de esta provincia, que se aumentan más aI Norte con las del río Beni, desde donde toma el nombre de río de la Madera. El tercero es el río Beni, a la parte oriental de esta provincia. Forman sus primeros raudales las aguas de la Paz y de la provincia de Sicasica; se aumentan con las del río de los Locos, las da Tuichi y otros que le entran de las misiones de Apolobamba. Su dirección es al Nordeste, y dividiendo de estas naciones la provincia de Moxos, pasa inmediato al pueblo de Reyes, y caminando muchas leguas y recibiendo otro gran río por el Poniente, con el nombre de Parabare o río de Castola, entra en el Mamoré o Itenes juntos, tomando el nombre de río de la Madera, como se ha dicho, el cual va a desembocar al Marañón. Estos tres ríos son navegables en canoas y balsas casi desde sus orígenes. Esta provincia se compone de tres partidos que son: el de los Moxos, el de los Baures y el de Pampas. El primero comprende una y otra banda del Mamoré (...) El segundo partido está a la parte oriental del Mamoré (...) El tercer partido, que es el de Pampas, está a la parte occidental de dicho río (...).»

## Corregimiento de Mojos
Una real cédula del 15 de septiembre de 1772 dispuso que las Misiones de Mojos quedasen a cargo de un corregidor.
A partir de 1776 el territorio quedó incluido dentro del nuevo Virreinato del Río de la Plata. 
El tratado de San Ildefonso entre España y Portugal en 1777, fijó en sus artículos X y XI los límites en la zona de Moxos: 

Art. X: Desde la boca del Jaurú, por la parte occidental, seguirá la frontera, en línea recta, hasta la ribera austral del río Guaporé o Itenes, enfrente de la boca del río Sararé, que entra en dicho Guaporé por su ribera septentrional. Pero si los Comisarios encargados del arreglo de los confines y ejecución de estos artículos, hallaren, al tiempo de reconocer el país, entre los ríos Jaurú y Guaporé, otros ríos o términos naturales por donde más cómodamente y con mayor certidumbre pueda señalarse la raya en aquel paraje, salvando siempre la navegación del Jaurú, que debe ser privativa de los portugueses, como el camino que suelen hacer de Cuyabá hasta Matogroso, los dos Altos Contrayentes consienten y aprueban que así se establezca; sin atender a alguna porción más o menos de terreno que pueda quedar a una u otra parte. Desde el lugar que en la margen austral del Guaporé fuere señalado por término de la raya, como queda explicado, bajará la frontera por toda la corriente del río Guaporé hasta más abajo de su unión con el río Mamoré, que nace en la provincia de Santa Cruz de la Sierra y atraviesa la Misión de los Moxos, formando juntos el río que llaman de la Madera, el cual entra en el Marañón o Amazonas por su ribera austral.

Art. XI: Bajará la línea por las aguas de estos dos ríos, Guaporé y Mamoré, ya unidos con el nombre de Madera, hasta el paraje situado en igual distancia del río Marañón o Amazonas, y de la boca del dicho Mamoré; y desde aquel paraje continuará por una línea este oeste hasta encontrar con la ribera oriental del río Jabarí que entra en el Marañón por su ribera austral; y bajando por las aguas del mismo Jabarí hasta donde desemboca en el Marañón o Amazonas, seguirá aguas abajo de este río, que los españoles suelen llamar Orellana y los indios Guiena, hasta la boca más occidental del Japurá, que desagua en él por la margen septentrional.

## Gobierno político militar de Mojos
El 5 de agosto de 1777 se constituyeron las gobernaciones subordinadas de Moxos y de Chiquitos, sustituyendo a los corregidores por gobernadores, las cuales estaban: 

(...) sujetos al Presidente y Audiencia de Charcas, para el orden gradual de los recursos y demás asuntos que por su gravedad e importancia piden su conocimiento, y al gobernador de esa Provincia de Santa Cruz de la Sierra en lo militar por ahora.

Ignacio Flores fue nombrado gobernador de Mojos. En lo eclesiástico Mojos formaba parte del Obispado de Santa Cruz de la Sierra y su límite sur era el paralelo 16° S. 
La Real Ordenanza de Intendentes de Ejército y Provincia del 28 de enero de 1782 dividió el Virreinato del Río de la Plata en ocho intendencias, entre ellas la intendencia de Santa Cruz de la Sierra, formada sobre la base de la gobernación de Santa Cruz de la Sierra: 

(...) otra en la Ciudad de Santa Cruz de la Sierra, que será comprensiva del territorio de su Obispado.

Por su artículo 7 fueron suprimidos los gobiernos subordinados de Mojos y de Chiquitos, incorporando sus territorios a la intendencia, de la cual ya dependían en asuntos militares. 
El 5 de agosto de 1783 el rey hizo, en San Ildefonso, diecisiete modificaciones a la real ordenanza de 1782, entre ellas una que restableció los gobiernos de Moxos y de Chiquitos. 

II. – La excepción contenida en el artículo 7º de la enunciada Ordenanza de Intendentes con objeto a que subsistan el Gobierno de Montevideo y el de los treinta pueblos de Indios Guaraníes, ha de ser y entenderse comprensiva igualmente de los otros dos gobiernos de Mojos y Chiquitos respecto de serles común la circunstancia que en aquéllos motivó la dicha excepción, y consiguientemente deberán también subsistir.

Otra de las modificaciones separó de la intendencia de Chuquisaca a la ciudad de Cochabamba y la unió con la intendencia de Santa Cruz de la Sierra creando la intendencia de Cochabamba, antes de que se hiciera efectiva la supresión del gobierno de Mojos y la creación de las intendencias.
En 1784 fue nombrado Lázaro de Ribera como primer gobernador político militar y en 1792 lo reemplazó Miguel Zamora. El 26 de septiembre de 1801 el virrey rechazó el pedido del gobernador Zamora para independizarse de la dependencia militar del intendente de Cochabamba. Zamora entró en conflictos con los indígenas y con los sacerdotes y fue expulsado pacíficamente por el cacique canichana Juan Maraza en 1802. Posteriormente la audiencia de Charcas ratificó la destitución de Zamora y nombró interinamente a Rafael Antonio Álvarez Sotomayor como gobernador, quien gobernó pocos meses y fue reemplazado en 1805 por Pedro Pablo de Urquijo. Luego de insistir ante la audiencia para que efectuara el nombramiento, Urquijo nombró por sí mismo en 1810 a Maraza como cacique vitalicio de todos los pueblos mojos, consolidando su alianza con el cacique de la capital de Mojos.

### Sublevación de Muiba
Las noticias de los acontecimientos revolucionarios comenzaron a llegar a Mojos, produciéndose algunos alzamientos de los indígenas empleados en la navegación de los ríos, como el ocurrido la noche del 29 de octubre de 1810 cuando el cacique javeriano Casimiro Abarau se sublevó contra al administrador Manuel Delgadillo. El 9 de noviembre de 1810, se produjo un alzamiento indígena en Trinidad rebelándose contra el gobernador Urquijo. El alzamiento que proclamó un gobierno autóctono fue encabezado por Pedro Ignacio Muiba, secundado por el cacique José Bopi de Loreto y duró 66 días hasta que Urquijo con aliados canichanas del cacique Juan Maraza de San Pedro, javieranos del cacique de San Javier Tomás Noe, movimas y baures recuperó el gobierno. Bopi fue capturado el 12 de enero de 1811 y el día 15 las fuerzas leales al gobernador recuperaron Trinidad. Muiba fue capturado y ejecutado a fines de enero de 1811.

### Guerra de independencia
El 26 de octubre de 1810 el gobernador intendente revolucionario de Cochabamba, Francisco del Rivero, comunicó por carta al gobernador Urquijo su instalación en el gobierno de la intendencia y su adhesión a la Primera Junta de Buenos Aires, solicitándole que hiciera lo mismo. Urquijo respondió luego de dominar la sublevación de Muiba, el 8 de febrero de 1811, diciendo:

Me hallo muy deseoso y repito, deseosísimo, en dar a conocer y jurar a la excelentísima junta provisional de Buenos Aires en esta provincia de mi mando (...) espero únicamente orden documental de dicha excelentísima junta provisional o gubernativa, o de otro tribunal o de algún comisionado con autoridad de la ya expresada junta.

En los mismos términos respondió ese día la carta que le envió el 14 de diciembre de 1810 el subdelegado Seone de Santa Cruz de la Sierra. El 10 de abril de 1811 el presidente de la audiencia de Charcas, Juan Martín de Pueyrredón, ordenó a Urquijo que proceda al juramento público a la Junta de Buenos Aires, hecho que el gobernador había ordenado ya realizar el 20 de marzo dirigiendo a los administradores de los pueblos:

(...) harán ustedes que tanto el cabildo judicial de cada pueblo respectivo con sus naturales, repitan las palabras de viva el rey nuestro señor Fernando VII, viva la excelentísima suprema junta de Buenos Aires (...)

El 4 de abril de 1811 Urquijo envió su renuncia a la audiencia.
En 1812 una rebelión independentista en Reyes expulsó al gobernador, nombrando a Manuel Delgado como nuevo gobernador. 
El cacique Juan Maraza de los canichana mantuvo privilegios incluso de autoridad sobre los gobernadores hasta 1822, cuando el nuevo gobernador nombrado por Joaquín de la Pezuela, coronel Francisco Javier de Velasco, lo asesinó. Como represalia los canichanas iniciaron una revuelta y asesinaron al gobernador el 26 de abril de 1822 en San Pedro la capital de Mojos. El gobernador realista de Santa Cruz Francisco Javier Aguilera, logró sofocar la insurrección y trasladó la capital de Moxos a Trinidad.
Mojos desde 1822 dejó de tener un gobernador y fue agregado a Santa Cruz. Durante la guerra de independencia como territorio dependiente de Santa Cruz, Mojos se pronunció a favor de la revolución el 22 de marzo de 1825, liderado por Anselmo Villegas, un exrealista.
Con la declaración de independencia de Bolivia de Bolivia el 6 de agosto del mismo año, Mojos se integró al nuevo departamento de Santa Cruz como una provincia.
El departamento del Beni fue creado por decreto supremo el 18 de noviembre de 1842, durante el gobierno de José Ballivián, separándose del departamento de Santa Cruz en la parte norte.

## Partidos y pueblos
En la relación del virrey del Perú José Antonio Manso de Velasco a su sucesor con fecha 23 de agosto de 1761 incluyó un catálogo de los 21 pueblos de la misión jesuita de Mojos correspondiente a 1752. Los pueblos con el número de sus habitantes eran los siguientes: Desposorio de Nuestra Señora (2032), Loreto (902), San Xavier (1464), San Pedro (3308), Santa Ana (1273), Exaltación de la Cruz (1584), San Ignacio (487), San José (435), San Luis (330), San Francisco de Borja (915), San Pablo (583), Los Reyes (1661), Magdalena (3767), Concepción de Nuestra Señora (2794), San Joaquín (1973), San Martín (1135), San Nicolás (1416), San Miguel (2542), Santa Rosa (620), San Simón y Judas (640).
Al momento de la expulsión de los jesuitas en 1768 existían 15 pueblos en Moxos, pero se redujeron a 11, de acuerdo a la relación hecha por el gobernador Rivera el 15 de febrero de 1790 al virrey Arredondo.
- Partido de la Capital, de Mojos o del Río Mamoré. Integrado por los pueblos ubicados a ambos lados del río Mamoré:
  - Pueblo de San Pedro (capital de Moxos)
  - Pueblo de la Trinidad
  - Pueblo de Loreto
  - Pueblo de Santa Ana
  - Pueblo de la Exaltación
  - Pueblo de San Francisco Javier (ya no existía en 1790)
- Partido de Pampas. Integrado por los pueblos ubicados al occidente del río Mamoré:
  - Pueblo de San Ignacio
  - Pueblo de San Francisco de Borja
  - Pueblo de Santos Reyes
- Partido de Baures. Integrado por los pueblos ubicados al oriente del río Mamoré:
  - Pueblo de la Magdalena
  - Pueblo de la Concepción
  - Pueblo de San Joaquín
  - Pueblo de San Martín (ya no existía en 1790)
  - Pueblo de San Simón (ya no existía en 1790)
  - Pueblo de San Nicolás (ya no existía en 1790)

En la relación Ribera expresó:

Como en esta provincia no hay cabeceras de partidos, ni más capital que este pueblo, residencia ordinaria del Governador, ni hay tampoco otros subdelegados que los curas que están administrando los bienes de comunidad de los indios (...) San Pedro de Moxos, 15 de febrero de 1790.